# Richtlinie 2014/53/EU
Die Richtlinie 2014/53/EU des europäischen Parlamentes und des Rates vom 16. April 2014 über die Harmonisierung der Rechtsvorschriften der Mitgliedstaaten über die Bereitstellung von Funkanlagen auf dem Markt und zur Aufhebung der Richtlinie 1999/5/EG (Radio Equipment Directive, RED) ist neben der EMV-Richtlinie und der Niederspannungsrichtlinie das wichtigste Regelungsinstrument für das Inverkehrbringen elektronischer Produkte. Sie löst die Richtlinie 1999/5/EG ("R&TTE", "Radio and telecommunication terminal equipment directive") ab.

## Ziele und Umsetzung
Die Richtlinie dient dem Zweck „ein hohes Maß an Schutz auf den Gebieten der Gesundheit und der Sicherheit sowie für ein angemessenes Niveau an elektromagnetischer Verträglichkeit und für eine wirksame und effiziente Nutzung von Funkfrequenzen zur Vermeidung funktechnischer Störungen“ der auf dem Markt der europäischen Union bereit gestellten Funkanlagen zu gewährleisten.
Sie gilt für alle Funkanlagen mit Ausnahme von Amateurfunkanlagen (die als nicht auf dem Markt bereitgestellt gelten, z. B. Selbstbauten), Schiffsanlagen, an Bord von Luftfahrzeugen, die unter die Richtlinie 91/670/EWG fallen und zu reinen Forschungs- oder Entwicklungszwecken betriebene Erprobungsmodule.
Die Richtlinie fordert von den Mitgliedstaaten, alle zweckdienlichen Maßnahmen zu treffen, damit die elektrischen Betriebsmittel nur dann in Verkehr gebracht werden können, wenn sie – entsprechend dem in der Gemeinschaft gegebenen Stand der Technik – so hergestellt sind, dass sie bei einer ordnungsmäßigen Installation und Wartung sowie einer bestimmungsgemäßen Verwendung die grundlegenden Forderungen, wie in Artikel 3 der Richtlinie beschrieben, entsprechen.
Wie alle europäischen Richtlinien ist es das vorrangige Ziel der Richtlinie, den freien Warenverkehr zu ermöglichen. Dies wird aus Artikel 9 ersichtlich, der fordert: „Die Mitgliedstaaten dürfen aus Gründen im Zusammenhang mit den von dieser Richtlinie erfassten Aspekten die Bereitstellung von Funkanlagen auf dem Markt, die dieser Richtlinie entsprechen, in ihrem Hoheitsgebiet nicht behindern.“
Ebenso dient dem freien Warenaustausch die Forderung von Artikel 7: „Die Mitgliedstaaten gestatten die Inbetriebnahme und Nutzung von Funkanlagen, wenn die Funkanlagen bei korrekter Installation und Wartung sowie bei bestimmungsgemäßer Nutzung den Bestimmungen dieser Richtlinie entsprechen. Unbeschadet ihrer Pflichten … können die Mitgliedstaaten nur dann zusätzliche Anforderungen an die Inbetriebnahme und/oder die Verwendung von Funkanlagen einführen, wenn die Gründe hierfür in der effektiven und effizienten Nutzung der Funkfrequenzen, der Verhütung funktechnischer Störungen, der Vermeidung elektromagnetischer Störungen oder der öffentlichen Gesundheit liegen.“

### Nationale Umsetzungen
In Deutschland setzt das Funkanlagengesetz vom 27. Juni 2017 die Richtlinie um.
In Österreich wurde am 26. April 2017 das „Gesetz für Funkanlagen und Marktüberwachung“ (FMaG) beschlossen, das zugleich das bisherige „Bundesgesetz über Funkanlagen und Telekommunikationsendeinrichtungen“ (FTEG) ablöst.

## Neuerungen gegenüber der R&TTE
Mit der Richtlinie 2014/53/EU werden im Gegensatz zur Vorgängerrichtlinie nun auch Rundfunk- und Fernseh-Empfangsgeräte erfasst.
Rein leitungsgebundene Telekommunikationsendeinrichtungen fallen nicht unter die Richtlinie, womit z. B. der Raspberry Pi bis Modell 2b nicht von der Richtlinie erfasst wird, die Modelle mit integriertem WLAN aber schon.
Ein weiterer Unterschied ist, dass die Anforderungen an die elektromagnetische Verträglichkeit und Sicherheit nicht mehr über Harmonisierte Normen nachgewiesen werden muss, sondern nur noch die Nutzung des Funkspektrums.
Im Gegensatz zur Vorgängerrichtlinie wird bezüglich der Funkspektrums-Nutzung gefordert, dass diese nicht nur effektiv, sondern auch effizient zu erfolgen hat. Hieraus ergeben sich insbesondere für Empfänger zusätzliche normative Anforderungen.

## CE-Kennzeichnung und Konformitätserklärung
Für die Einhaltung der Richtlinie sind die Wirtschaftsakteure (der Hersteller, ggf. dessen Bevollmächtigter, ggf. der Einführer in die EU und der/die Händler) verantwortlich, wobei diesen Akteuren unterschiedliche Aufgaben zukommen.
Der Hersteller weist die Übereinstimmung einer Funkanlage mit der Richtlinie mittels der Durchführung eines der Konformitätsbewertungsverfahrens gemäß den Anhängen II bis IV nach. Er erstellt die technische Unterlagen, wie sie in Artikel 21 beschrieben sind, und bringt die CE-Kennzeichnung an.
Ein außerhalb der EU ansässiger Hersteller kann die meisten seiner Aufgaben einem Bevollmächtigten übertragen.
Einführer und Händler sind verpflichtet nur konforme Funkanlagen in Verkehr zu bringen bzw. auf dem Markt bereitzustellen.

## Delegierte Verordnung (EU) 2022/30
Die Delegierte Verordnung (EU) 2022/30 konkretisiert die Anforderungen aus Artikel 3 Absatz 3 Buchstaben d, e und f der Richtlinie 2014/53/EU. Sie regelt den Schutz der Privatsphäre und personenbezogener Daten, die Verhinderung von Betrug und die Gewährleistung der Cybersicherheit für Funkanlagen. Zur Nachweisführung im Rahmen der CE-Kennzeichnung können harmonisierte Normen wie die EN 18031 genutzt werden, die technische Anforderungen zur Umsetzung der Vorgaben bieten.

## Kritik
Auf Kritik ist insbesondere die Bestimmung aus Artikel 3(3) gestoßen, die festlegt: „Funkanlagen müssen so gebaut sein, dass Folgendes gewährleistet ist: […] i) Sie unterstützen bestimmte Funktionen, mit denen sichergestellt werden soll, dass nur solche Software geladen werden kann, für die die Konformität ihrer Kombination mit der Funkanlage nachgewiesen wurde.“
Bereits vor dem Inkrafttreten der Richtlinie wurde vor weitreichenden Folgen für IT-Sicherheit und Wettbewerb gewarnt, wenn dadurch Herstellern verboten wird, Benutzern die Möglichkeit zum freien Aufspielen von Software auf ihre Geräte zu lassen. Als konkretes Beispiel für ein bedrohtes Softwareprojekt wurde DD-WRT benannt.
Anlässlich der Beratungen zur delegierten Verordnung betreffend Buchstaben d) bis f) desselben Absatzes (verabschiedet am 29. Oktober 2021) erneuerte u. a. die FSF Europe die Kritik: Durch eine Umsetzung des Buchstabens i) wäre die Freiheit zum Nutzen und Reparieren der Geräte massiv eingeschränkt. Kritisiert wurde außerdem, dass keine Software mit der GPL-Version 3 (und wahrscheinlich auch keine mit Version 2) auf solchen Geräten mehr eingesetzt werden könne; Sicherheitslücken könnten mit freier Software effizienter angegangen werden als ohne. Innovation und Wettbewerb rund um Funksysteme seien gefährdet.